# 1910–1911-es magyar labdarúgókupa
Az 1910–1911-es magyar kupa a sorozat második kiírása volt, melyet a címvédő MTK csapata nyert meg, miután a döntőben 1–0-ra legyőzte a MAC csapatát.

## Története
A tényleges kupára újfent gyűjtést szerveztek, ezúttal 800 korona 61 fillér adomány gyűlt össze. Az 1911 nyarának végén lezárult akció után a legtöbbet adakozók nevét megörökítették, így ismert, hogy Redlich Antal 150, Minder Frigyes 50, illetve az FTC akkori elnöke, dr. Springer Ferenc 20 koronát adományozott.
A kupamérkőzések lejátszása körül – az előző idényhez hasonlóan – továbbra is káosz uralkodott, így történt meg az, hogy a döntőre csak 1912. október 2-án kerülhetett sor az újonnan épült FTC-sporttelepen. A döntőbe a címvédő MTK és a MAC jutott, a mérkőzésre 15 ezer néző volt kíváncsi.
A korabeli beszámolók alapján a döntő mérkőzés mindvégig hatalmas iramban zajlott. A játék első negyedét az MTK-védők hibáit kihasználó MAC-csatárok uralták, majd a félidő felétől fokozatosan az MTK került fölénybe, sorra dolgozta ki helyzeteit. A MAC kontrái olykor életveszélyesnek bizonyultak, és csak Knapp Miksa bámulatos védéseinek volt köszönhető, hogy az eredményjelző továbbra is 0–0-t mutatott. A 44. percben megszületett a vezető – és egyben a végeredményt jelentő – találat: Sebestyén I ívelt középre, beadását Joseph Lane fejelte kapura, Újságh Miklós kapus bizonytalankodását Kertész II váltotta gólra. A MAC a maradék 2 percre vehemens ellentámadásba kezdett, azonban csak három szögletig jutott.
A második félidőt az MTK kezdte jobban, Szántó Károly hatalmas ziccerben a kapusba lőtte a labdát, majd az 59. percben összerúgótt Tóth Ferenccel, ezért Schubert játékvezető mindkettőjüket kiállította. A 66. percben az MTK jogtalan tizenegyeshez jutott, azonban Révész lövését Újságh lábbal hárította. A maradék 20 percet MAC-fölény és a durva játék jellemezte, több találat azonban nem esett, így az MTK megvédte címét. A kupagyőztes csapat a Knapp – Révész, Csüdör – Bíró, Károly, Vágó – Sebestyén I, Kertész II, Lane, Kertész I, Szántó összeállításban lépett pályára.

## Eredmények
|  |              |              |              |     |   |           |           |           |  |  |       |       |       |
|  | Negyeddöntők | Negyeddöntők | Negyeddöntők |     |   | Elődöntők | Elődöntők | Elődöntők |  |  | Döntő | Döntő | Döntő |
|  | Negyeddöntők | Negyeddöntők | Negyeddöntők |     |   | Elődöntők | Elődöntők | Elődöntők |  |  | Döntő | Döntő | Döntő |
|  |              |              |              |     |   |           |           |           |  |  |       |       |       |
|  |              |              |              |     |   |           |           |           |  |  |       |       |       |
|  | MAC          | MAC          | 1            |     |   |           |           |           |  |  |       |       |       |
|  | MAC          | MAC          | 1            |     |   |           |           |           |  |  |       |       |       |
|  | ÚTE          | ÚTE          | 0            |     |   |           |           |           |  |  |       |       |       |
|  | ÚTE          | ÚTE          | 0            |     |   | MAC       | MAC       | 4         |  |  |       |       |       |
|  |              |              |              |     |   | MAC       | MAC       | 4         |  |  |       |       |       |
|  |              |              | BAK          | BAK | 1 |           |           |           |  |  |       |       |       |
|  | BAK          | BAK          | BAK          | BAK | 1 | 4         |           |           |  |  |       |       |       |
|  | BAK          | BAK          |              |     |   |           |           |           |  |  |       |       |       |
|  | 33 FC        | 33 FC        | 3            |     |   |           |           |           |  |  |       |       |       |
|  | 33 FC        | 33 FC        | 3            |     |   | MTK       | MTK       | 1         |  |  |       |       |       |
|  |              |              |              |     |   |           |           |           |  |  |       |       |       |
|  |              |              | MAC          | MAC | 0 |           |           |           |  |  |       |       |       |
|  | FTC          | FTC          | MAC          | MAC | 0 | 4         |           |           |  |  |       |       |       |
|  | FTC          | FTC          |              |     |   |           |           |           |  |  |       |       |       |
|  | BTC          | BTC          | 1            |     |   |           |           |           |  |  |       |       |       |
|  | BTC          | BTC          | 1            |     |   | MTK       | MTK       | 1         |  |  |       |       |       |
|  |              |              |              |     |   | MTK       | MTK       | 1         |  |  |       |       |       |
|  |              |              | FTC          | FTC | 0 |           |           |           |  |  |       |       |       |
|  | MTK          | MTK          | FTC          | FTC | 0 | 4         |           |           |  |  |       |       |       |
|  | MTK          | MTK          |              |     |   |           |           |           |  |  |       |       |       |
|  | VAC          | VAC          | 0            |     |   |           |           |           |  |  |       |       |       |
|  | VAC          | VAC          | 0            |     |   |           |           |           |  |  |       |       |       |
|  |              |              |              |     |   |           |           |           |  |  |       |       |       |

### Negyeddöntők
| 1. csapat | Eredmény | 2. csapat |
| --------- | -------- | --------- |
| MAC       | 1–0      | ÚTE       |
| BAK       | 4–3      | 33 FC     |
| FTC       | 4–1      | BTC       |
| MTK       | 4–0      | VAC       |

### Elődöntők
| 1. csapat | Eredmény | 2. csapat |
| --------- | -------- | --------- |
| MAC       | 4–1      | BAK       |
| MTK       | 1–0      | FTC       |

### Döntő
| 1. csapat | Eredmény | 2. csapat |
| --------- | -------- | --------- |
| MTK       | 1–0      | MAC       |

| 1912. október 2. |

| MTK                              | 1–0   | MAC      |
| -------------------------------- | ----- | -------- |
| Kertész II 44' Szántó 59′ Révész | (1–0) | Tóth 59′ |

| Üllői út, Budapest Nézőszám: 15 000 Játékvezető: Schubert (magyar) |

## Lásd még
- Magyar kupa
- 1910–1911-es magyar labdarúgó-bajnokság (első osztály)

## Külső hivatkozások
- Az MLSZ hivatalos honlapja (magyarul)